# Flandern Rundt 2007
Flandern Rundt 2007 var den 91. udgave af løbet og fandt sted den 8. april 2007. Løbet blev vundet af italieneren Alessandro Ballan fra Lampre-Fondital-holdet, foran belgieren Leif Hoste.

## Brugge – Meerbeke, 255 km
08-04-2007
|    | Rytter            | Nationalitet | Hold              | Tid     | UCI ProTour Point |
| -- | ----------------- | ------------ | ----------------- | ------- | ----------------- |
| 1  | Alessandro Ballan | Italien      | Lampre-Fondital   | 6:10.15 | 50                |
| 2  | Leif Hoste        | Belgien      | Predictor-Lotto   | s.t.    | 40                |
| 3  | Luca Paolini      | Italien      | Liquigas          | + 0.05  | 35                |
| 4  | Karsten Kroon     | Holland      | Team CSC          | s.t.    | 30                |
| 5  | Vladimir Gusev    | Rusland      | Discovery Channel | s.t.    | 25                |
| 6  | Tomas Vaitkus     | Litauen      | Discovery Channel | + 0.13  | 20                |
| 7  | Nick Nuyens       | Belgien      | Cofidis           | s.t.    | 15                |
| 8  | Dimitry Murajev   | Kasakhstan   | Astana Team       | s.t.    | 10                |
| 9  | Michael Boogerd   | Holland      | Rabobank          | s.t.    | 5                 |
| 10 | Stuart O'Grady    | Australien   | Team CSC          | + 0.35  | 2                 |